# Národní park ha-Kastel
Národní park ha-Kastel (hebrejsky: גן לאומי הקסטל, Gan le'umi ha-Kastel) je národní park v Izraeli, v Jeruzalémském distriktu.

## Geografie

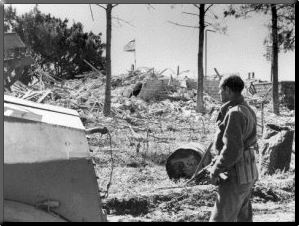
Boje v okolí Kastelu v roce 1948

Leží v nadmořské výšce téměř 800 metrů v Judských horách na pahorku Har Ma'oz, který na západě spadá do údolí vádí Nachal Ksalon, na východě do kaňonu potoka Sorek. Park se nachází v jižní části města Mevaseret Cijon, cca 8 kilometrů severozápadně od centra Jeruzaléma.

## Popis parku
Národní park má archeologický a historický význam. Lokalita hrála svou roli již v biblických dobách. Nacházejí se tu ruiny křižácké pevnosti Kastel, která ve středověku střežila cestu z Jeruzaléma do pobřežní nížiny. Okolo pevnosti vyrostla arabská vesnice al-Kastal. Během války za nezávislost v roce 1948 se zde v rámci Operace Nachšon probíhaly těžké boje, na jejichž konci Izraelci výšinu i vesnici dobyli. Padl tu arabský vojenský předák Abd al-Kadir al-Husajni. Arabské osídlení tu pak skončilo.